# 한숲중학교

## 학교 연혁
- 2019년 2월 15일 : 제1회 졸업장 수여식(29명 졸업)
- 2019년 3월 4일 : 1학년 160명 입학 (11학급 = 5,3,3)
- 2021년 3월 2일 : 1학년 261명 입학 (20학급=8,6,6) 특수학급생겨남 (특수학급포함시 21학급임)
- 2023년 3월 1일 : 제3대 현양숙 교장 취임
- 2024년 1월 8일 : 제6회 졸업장 수여식(250명 졸업) (졸업생 누계 805명)
- 2024년 3월 4일 : 1학년 273명 입학 (25학급 = 9,8,8)

## 참고 자료
- 한숲중학교 - 한국교육학술정보원 학교알리미